# 楊珍妮
楊珍妮（Yang Jen-ni，1954年—），現任行政院政務委員兼行政院經貿談判辦公室總談判代表。曾任中華民國經濟部國際貿易局局長、台灣美國事務委員會主任委員，也是國貿局首位女局長。政務委員管轄督導業務為行政院經貿談判辦公室（對外經濟貿易談判）外交部和僑委會。
楊珍妮1978年畢業於國立臺灣大學外國語文學系，1983年起在經濟部國際貿易局服務，並處理中華民國加入世界貿易組織（WTO）等工作。2007年擔任經濟部經貿談判代表辦公室副總談判代表，2014年8月擔任經濟部國際貿易局局長，2017年2月16日至2024年5月19日兼任行政院經貿談判辦公室副總談判代表，是經濟部國際貿易局首位女性局長。2020年5月20日，出任台灣美國事務委員會主任委員，推動台美21世紀貿易倡議等協議。
2024年5月20日，楊珍妮出任行政院政務委員兼經貿談判辦公室總談判代表。原台灣美國事務委員會主任委員一職將由顏慧欣接替出任。

## 外部連結
- 中華民國外交部全球資訊網-主管簡歷-楊珍妮 （页面存档备份，存于）

| 中華民國政府職務 | 中華民國政府職務                                                     | 中華民國政府職務 |
| ---------------- | -------------------------------------------------------------------- | ---------------- |
| 行政院           |                                                                      |                  |
| 前任： -         | 政務委員 2024年5月20日—                                              | 繼任： 現任      |
| 前任： 林良蓉    | 外交部 臺灣美國事務委員會主任委員 第二任 2020年5月20日—2024年5月19日 | 繼任： 顏慧欣    |